# Codia jaffrei
Codia jaffrei är en tvåhjärtbladig växtart som beskrevs av H.C.Hopkins & Fogliani. Codia jaffrei ingår i släktet Codia och familjen Cunoniaceae. Inga underarter finns listade i Catalogue of Life.